# Drosophila paracanalinea
Drosophila paracanalinea är en tvåvingeart som beskrevs av Wheeler 1957. Drosophila paracanalinea ingår i släktet Drosophila och familjen daggflugor.
Artens utbredningsområde är Puerto Rico.